# Euscelidia lata
Euscelidia lata är en tvåvingeart som beskrevs av Dikow 2003. Euscelidia lata ingår i släktet Euscelidia och familjen rovflugor. Inga underarter finns listade i Catalogue of Life.